# Planaeschna suichangensis
Planaeschna suichangensis là loài chuồn chuồn trong họ Aeshnidae. Loài này được Zhou & Wei mô tả khoa học đầu tiên năm 1980.